# Black Holes and Revelations
Albums de Muse
Absolution
(2003) The Resistance
(2009)
Singles
1. Supermassive Black Hole
Sortie : 19 juin 2006
2. Starlight
Sortie : 4 septembre 2006
3. Knights of Cydonia
Sortie : 27 novembre 2006
4. Invincible
Sortie : 9 avril 2007
5. Map of the Problematique
Sortie : 18 juin 2007

Black Holes and Revelations est le quatrième album studio du groupe de rock britannique Muse, sorti en 2006. L'album est enregistré en France et à New York, et marque un nouveau changement de style musical pour le groupe. Comme les albums précédents, il conserve toutefois des connotations politiques et de science-fiction avec des chansons couvrant des sujets comme la corruption politique, une invasion extraterrestre, la révolution et le nouvel ordre mondial.
L'album est bien accueilli par le public, étant notamment certifié triple disque de platine au Royaume-Uni et en France, ainsi que par la critique, et il est suivi d'une longue tournée à travers le monde. Le titre de l'album provient des paroles du single Starlight.
L'album Black Holes and Revelations est vendu à 6 millions d'exemplaires dans le monde et demeure le 2e album le plus vendu du groupe.

## Enregistrement
Le groupe écrit les chansons de son nouvel album et commence leur enregistrement au Studio Miraval (où a été enregistré The Wall de Pink Floyd), dans le département du Var. Dans le but de travailler avec de nouveaux instruments, le groupe fait l'acquisition de vieux synthétiseurs et apprend à s'en servir en expérimentant sur place. Éprouvant des difficultés à choisir les chansons devant figurer dans l'album et trouvant qu'ils sont trop coupés de la réalité dans ce château isolé, les membres du groupe décident de terminer l'enregistrement de l'album à New York avec l'aide de leur producteur Rich Costey.

## Thèmes et composition

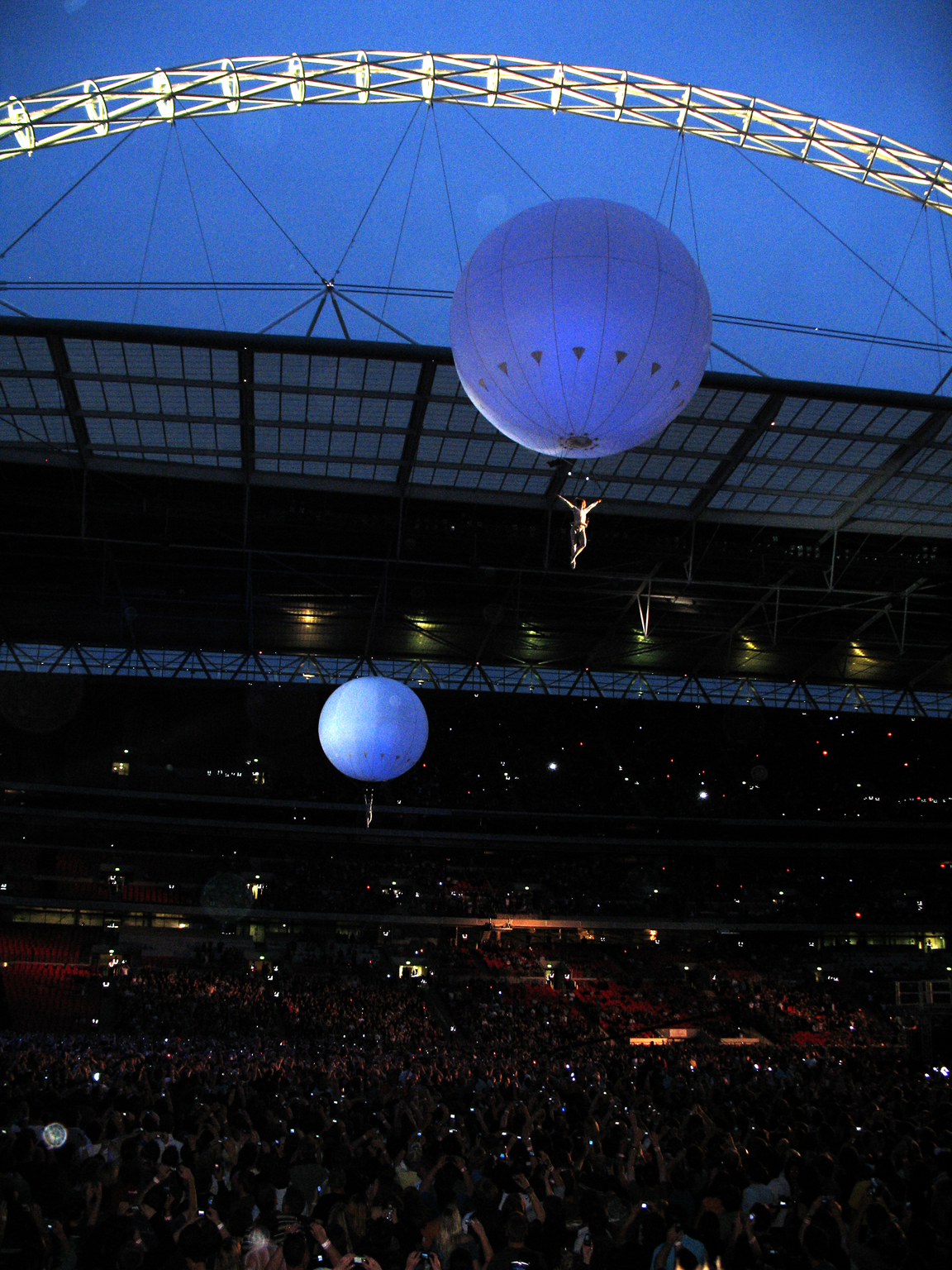
Des acrobates flottants accrochés à des ballons géants lors du concert de Muse au Wembley Stadium le 17 juin 2007.

Ce nouvel opus est caractérisé par une influence électronique (Take a Bow, Starlight) et le style du groupe s'enrichit de nouvelles sonorités comme des sons de trompettes, sur Knights of Cydonia ou City of Delusion par exemple, chansons où une influence du western spaghetti et hispanisante est respectivement présente. Les sons de guitare de Knights of Cydonia sont inspirés par la chanson Telstar (1962) des Tornados, groupe dans lequel George Bellamy, le père de Matthew, était guitariste rythmique. Dominic Howard affirme que ses chansons préférées de l'album sont Soldier's Poem, pour l'approche minimaliste qu'ils ont choisi et l'interprétation vocale « parmi les plus stupéfiantes » qu'il ait entendues de Matthew Bellamy, et Knights of Cydonia, car elle réunit « beaucoup de grandes choses qui constituent Muse en une seule chanson. » Bellamy explique avoir trouvé l'inspiration pour la musique de Supermassive Black Hole en allant danser dans des clubs de New York, voulant trouver le mélange entre le tempo de la dance et les sons de guitare qu'il apprécie chez Franz Ferdinand.
Certaines chansons de l'album, comme Take a Bow, dénonçant la corruption de la classe politique, Soldier's Poem, qui traite des guerres injustifiées, et Assassin, appel à la révolte populaire, sont porteuses d'un message très virulent envers les dirigeants politiques,. Ces thèmes, ainsi que ceux des extraterrestres et des théories de conspiration figurant également dans l'album, font partie des sujets de conversation courants entre les membres du groupe. Bellamy trouve « l'inconnu en général très stimulant pour l'imagination » et on retrouve cet intérêt dans Exo-Politics, chanson sur une invasion extraterrestre et les manipulations politiques visant à cacher la vérité. L'album comporte aussi des thèmes plus classiques comme le regret, l'ambition et l'amour à travers Supermassive Black Hole, Map of the Problematique et Starlight, chanson pour laquelle le groupe a éprouvé le plus de difficultés selon Christopher Wolstenholme.

## Titre et pochette
Le titre de l'album, tiré de paroles du single Starlight, « Our hopes and expectations, Black holes and revelations », est expliqué ainsi par Bellamy : « Ce sont deux zones dans l'écriture de chansons qui ont composé selon moi la majorité de l'album. Une révélation sur soi-même, quelque chose de personnel, de sincère et d'une nature courante à laquelle les gens peuvent s'associer. Et puis les trous noirs (Black holes en anglais) qui sont ces chansons provenant des régions les plus inconnues de l'imagination ».
Comme pour l'album précédent, Absolution, le groupe fait appel à Storm Thorgerson, le designer graphique à l'origine notamment du logo du Dark Side of the Moon de Pink Floyd. La couverture de l'album s'inspire de la chanson Knights of Cydonia. La photo a été prise dans le désert des Bardenas Reales en Espagne. La scène représente quatre hommes autour d'une table dans un paysage martien. Trois chevaux miniatures sur la table font écho aux chevaliers de la chanson mais également aux quatre cavaliers de l'Apocalypse. Le livre de l'Apocalypse se traduit en anglais par Book of Revelation et apporte des révélations sur la fin du monde.

## Tournée
L'album est suivi d'une très longue tournée de plus de deux ans entre 2006 et 2008 marquée essentiellement par les trois concerts géants au Parc des Princes et au Wembley Stadium de Londres. Muse est le premier groupe à jouer au nouveau stade de Wembley à guichets fermés, y donnant deux gigantesques concerts. De juin 2006 à août 2008, le groupe donne lors de plus de 210 concerts et festivals musicaux à travers tous les continents. Un DVD intitulé HAARP retrace d'ailleurs le concert du 17 juin 2007 à Wembley. Pour la promotion de cet album, le groupe s'aide de Morgan Nicholls pour le clavier, lorsque Matthew Bellamy est à la guitare, et de Dan Newell pour la trompette.

## Accueil

### Succès commercial
L'album atteint les sommets des classements de nombreux pays, se classant premier au Royaume-Uni, en Australie, en Irlande et en Suisse. Il est certifié triple disque de platine au Royaume-Uni depuis décembre 2010 et en France depuis décembre 2013. C'est également le premier album du groupe à se classer dans le top 10 du Billboard 200 aux États-Unis avec une 9e place. Le single Supermassive Black Hole se classe à la 4e place des classements au Royaume-Uni, ce qui est le meilleur classement obtenu par une chanson du groupe dans ce pays.

### Accueil critique
L'album recueille dans l'ensemble de bonnes critiques, obtenant un score de 75⁄100, sur la base de 32 critiques collectées, sur Metacritic. Le magazine musical Q le classe à la 2e place de sa liste des meilleurs albums de 2006.
Parmi les critiques positives, Mackenzie Wilson, d'AllMusic, estime qu'il s'agit de leur album « le plus accompli et méticuleux » et met en avant « l'interprétation déchirante » de Bellamy sur Take a Bow, le rock puissant de Supermassive Black Hole et d'Assassin, l'hymne Starlight écrit « sans mettre en péril leur éthique personnelle » et « l'exubérant » Knights of Cydonia. Pour Carole Le Bras, de Music Story, c'est « le parfait disque de rock moderne intergalactique » et « le propos très sombre de l’album ne plombe pas les morceaux transfigurés par l’état de grâce de l’enregistrement ». Anthony Thornton, de New Musical Express, évoque un album « pompeux, ambitieux et absolument brillant qui donne plus de frissons que les trois précédents du groupe réunis ». Mike Diver, de Drowned in Sound, affirme que, passé les deux premières chansons, l'album est semblable à « d'étourdissantes montagnes russes » et est « aussi ambitieux qu'incendiaire, aussi grandiloquent que séducteur ». Pour Dan Raper, de PopMatters, l'album ne contient pas de tubes comparables à ceux des albums précédents mais Muse « continue à impressionner non seulement parce que leur son romantique et classique est parfait pour les grands stades mais par les détails qui exposent un groupe talentueux et parvenu à maturité ». Tyler Fisher, de Sputnikmusic, met en avant la « progression musicale » du groupe et l'originalité de l'album dans ses nouvelles expérimentations par rapport aux précédents et recommande particulièrement les titres Map of the Problematique, City of Delusion, Hoodoo et Knights of Cydonia. Et Martin Cazenave, des Inrockuptibles, affirme : « Que ceux qui espéraient un retour à un rock franc et direct passent leur chemin : après avoir franchi toutes les limites, Muse s’amuse à en inventer de nouvelles, pour mieux les dépasser ». Les meilleures chansons de l'album sont pour lui Supermassive Black Hole « avec ses guitares et ses beats compressés à l’extrême », « le réussi Starlight », Map of the Problematique à « la flamboyance indéniable » et « le délicat Soldier s Poem et ses chœurs envoûtants ».
Parmi les critiques plus mitigées, Christian Hoard, de la revue Rolling Stone, se montre surpris que l'album « fonctionne bien la plupart du temps » avec notamment des « chansons séduisantes comme Invincible », Supermassive Black Hole « qui rappelle Depeche Mode à son apogée » et les « crépitements étincelants » de Starlight, mais trouve que Knights of Cydonia et City of Delusion sont des chansons « aussi ridicules que leurs titres ». Will Hermes, d'Entertainment Weekly, estime que l'album est « mièvre et pompeux » mais aussi « ambitieux, impeccablement construit et capable de déclencher des accès de brandissements de poing incontrôlés ». Et Sal Cinquemani, de Slant, évoque « un rock taillé pour le live et produit de façon experte qui a plus de grandeur que de cœur » et qui « s'apprécie pleinement en mettant son cerveau en pause ».
Du côté des critiques négatives, Sam Ubl, de Pitchfork, estime que le groupe met l'accent sur « le glamour et le tape-à-l'œil » sans se renouveler et en copiant le rock progressif des générations précédentes en se contentant d'y ajouter des « bidouillages futuristes ». Et pour Noel Murray, de The A.V. Club, c'est une musique « prétentieuse et cacophonique » emplie de « fioritures lyriques et de textes sur une époque violente et un châtiment cosmique ».

## Classements et certifications
| Classement (2006)                  | Meilleure place |
| ---------------------------------- | --------------- |
| Allemagne (Media Control AG)       | 4               |
| Australie (ARIA)                   | 1               |
| Autriche (Ö3 Austria Top 40)       | 4               |
| Belgique (Flandre Ultratop)        | 1               |
| Belgique (Wallonie Ultratop)       | 2               |
| Danemark (Tracklisten)             | 5               |
| Espagne (Promusicae)               | 20              |
| États-Unis (Billboard 200)         | 9               |
| Finlande (Suomen virallinen lista) | 3               |
| France (SNEP)                      | 2               |
| Irlande (IRMA)                     | 1               |
| Italie (FIMI)                      | 2               |
| Norvège (VG-lista)                 | 6               |
| Nouvelle-Zélande (RIANZ)           | 6               |
| Pays-Bas (Mega Album Top 100)      | 2               |
| Portugal (AFP)                     | 17              |
| Royaume-Uni (UK Albums Chart)      | 1               |
| Royaume-Uni (Rock & Metal Albums)  | 1               |
| Suède (Sverigetopplistan)          | 15              |
| Suisse (Schweizer Hitparade)       | 1               |

| Pays        | Ventes      | Certifications |
| ----------- | ----------- | -------------- |
| Allemagne   | 100 000 +   | Or             |
| Australie   | 70 000 +    | Platine        |
| Belgique    | 15 000 +    | Or             |
| Canada      | 100 000 +   | Platine        |
| États-Unis  | 1 000 000 + | Platine        |
| Finlande    | 15 000 +    | Or             |
| France      | 300 000 +   | 3 × Platine    |
| Irlande     | 15 000 +    | Platine        |
| Japon       | 100 000 +   | Or             |
| Norvège     | 20 000 +    | Or             |
| Royaume-Uni | 900 000 +   | 3 × Platine    |
| Suisse      | 30 000 +    | Platine        |

## Liste des titres
| No  | Titre                                                                           | Durée |
| --- | ------------------------------------------------------------------------------- | ----- |
| 1.  | Take a Bow                                                                      | 4:35  |
| 2.  | Starlight                                                                       | 4:00  |
| 3.  | Supermassive Black Hole                                                         | 3:32  |
| 4.  | Map of the Problematique                                                        | 4:18  |
| 5.  | Soldier's Poem                                                                  | 2:05  |
| 6.  | Invincible                                                                      | 5:00  |
| 7.  | Assassin                                                                        | 3:33  |
| 8.  | Exo-Politics                                                                    | 3:53  |
| 9.  | City of Delusion                                                                | 4:47  |
| 10. | Hoodoo                                                                          | 3:42  |
| 11. | Knights of Cydonia                                                              | 6:08  |
| 12. | Glorious (piste bonus - version japonaise uniquement - [Disponible sur iTunes]) | 4:38  |

## Versions alternatives par Matt Bellamy
En juillet 2021, Matthew Bellamy, compositeur et interprète du morceau avec Muse, sort une version alternative en solo du morceau Take a Bow au piano sur son album Cryosleep.

## Crédits
| Muse - Matthew Bellamy – chant, guitare, piano, synthétiseur - Christopher Wolstenholme – basse, chœurs - Dominic Howard – batterie, percussions Musiciens additionnels - Marco Brioschi - trompette sur City of Delusion et Knights of Cydonia - Edoardo de Angelis - violon - Mauro Pagani - arrangement des cordes sur City of Delusion - Audrey Riley - arrangement des cordes sur Take a Bow et Hoodoo | - Rich Costey - production, mixage, ingénieur du son - Howie Weinberg et Vlado Meller - matriçage - Storm Thorgerson et Rupert Truman - photographie |